# Call of the Wild (D-A-D)
Call of the Wild è il primo album del gruppo musicale hard rock D-A-D, pubblicato il 4 febbraio 1986.

## Tracce
1. Land of Their Choice
2. Call of the Wild
3. Riding with Sue
4. Marlboro Man
5. Counting the Cattle
6. Jackie O'
7. Trucker
8. Rock River
9. Jonnie
10. Son of a Gun
11. It's After Dark

## Formazione
- Jesper Binzer - voce, chitarra
- Jacob Binzer - chitarra
- Stig Pedersen - basso
- Peter Lundholm Jensen - batteria